# Shaturiyeh
Shaturiyeh (tiếng Ả Rập: الشاتورية) là một ngôi làng Syria nằm ở Bidama Nahiyah thuộc huyện Jisr al-Shughur, Idlib. Theo Cục Thống kê Trung ương Syria (CBS), Shaturiyeh có dân số 739 trong cuộc điều tra dân số năm 2004.